# Anuket
Anuket je božica iz egipatske mitologije. Ona je vrlo važna, jer je gospodarica egipatske rijeke Nila. Druga imena - Anqet, Anukis (kod Grka).
"Majka Nil" bio je jedan od egipatskih naziva za tu rijeku. Tada se vjerojatno misli na Anuket, božicu vode. Postoje još dva vodena božanstva vezana uz Nil, Hapy i Sobek. Anuketin hram bio je na otoku. Plodnost Zemlje i poplave Nila bile su najvažnije seljacima, dok su se faraoni držali kulta Sunca. Hapy i Sobek, bogovi jezera i močvara, bili su tako važni da su seljaci govorili da im Ra nije toliko potreban koliko Nil. Anuketina je majka Satis, još jedno nilsko božanstvo. Otac joj je Hnum, koji je očito bio Satisin ljubavnik, a stvorio je ljude od gline i udahnuo im život. Hnumova je žena Heket, božica-žaba, koja je kao i Hnum, Satis i Anuket, nilska božica.